# Hiroko Shimabukuro
Hiroko Shimabukuro  (島袋 寛子 Shimabukuro Hiroko?) (nacida el 7 de abril de 1984), conocida por su nombre artístico Hiro, es una cantante japonesa. Debutó como miembro del popular grupo femenino SPEED en 1996. En 1998, lanzó su primera canción en solitario, "Mitsumete Itai", como cara B del sencillo de Speed "All My True Love". Hizo su debut oficial como solista en 1999 con el sencillo "As Time Goes By", que vendió 800,000 copias en Japón. En 2022, lanzó su cuarto álbum de estudio titulado "0". 

## Gráficos y ventas
Su primer álbum, Brilliant, ocupó el puesto número 4 en Japón durante cinco semanas, vendiendo 400.000 copias. Su segundo álbum, Naked and True, alcanzó el número 1 y lanzó un álbum de mejores sencillos que se ubicó entre los 10 primeros. 
In August 2004, hiro released an all-English jazz album under the name of Coco d'Or. Her single "Hikari no naka de" was featured on the soundtrack to the movie Devilman. A year later, she released another song, "Clover", tied to anime Black Jack, selling 20,000 copies. Her two CDs released in 2006 sold considerably less, "Hero" selling 7,000 copies and "Itsuka Futari de" 9,000.
Actuó en Estados Unidos en la Sakura-Con de Seattle en abril de 2004. 

## Vida personal
Shimabukuro se casó con el actor Saotome Yuki el 12 de febrero de 2018. Se divorciaron el 31 de enero de 2023.
Shimabukuro es locutor de radio de "Ii ne! ¡Okinawa!" 『いいね!Okinawa! 』Todos los sábados a las 12:25 pm para FM-Okinawa.
El 31 de enero de 2023, Shimabukuro Hiroko y el actor de teatro Saotome Yuki recurrieron a sus cuentas de Instagram para anunciar su divorcio. Según informes, ambos solicitaron el divorcio el día 30.
1. ↑  «Sakura-Con 2010». Sakura-Con. Archivado desde el original el January 23, 2010. Consultado el January 19, 2010.

Plantilla:Speed
- Datos: Q691135